# Stigmella potgieteri
Stigmella potgieteri (лат.) — вид молей-малюток рода Stigmella (Nepticulinae) из семейства Nepticulidae.
Эндемик Южной Африки: ЮАР (национальный парк Крюгер, на территории бывшей провинции Трансвааль). Длина около 4 мм. Общая окраска желтовато-коричневая (задние крылья и ноги серые). Обладает сходством с Stigmella hortorum, отличаясь строением гениталий.
В апикальной части передних крыльев развиты две жилки: R4+5 и M.